# サザン・レッドバックス
サザン・レッドバックス（Southern Redbacks）は、オーストラリアのアデレードのクリケットチーム。1887年設立。ホームグラウンドはアデレード・オーヴェル。

## 優勝歴
シェフィールド・シールド (13)
| - 1893–94 - 1909–10 - 1912–13 - 1926–27 - 1935–36 - 1938–39 - 1952–53 | - 1963–64 - 1968–69 - 1970–71 - 1975–76 - 1981–82 - 1995–96 |

ワンデイカップ (3)
- 1983–84
- 1986–87
- 2011–12

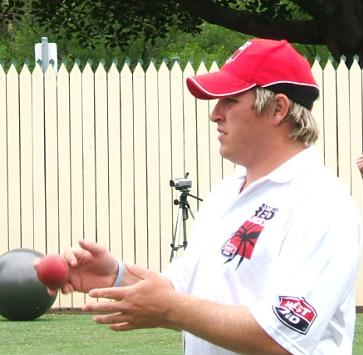
マーク・コスグローヴ

KFCトゥエンティ20ビッグバッシュリーグ (1)
- 2010/11